# Alberto Paz Soldán
Alberto Paz Soldán Pol (Cochabamba, Bolivia; 4 de septiembre de 1911 - La Paz, Bolivia; 19 de abril de 2014) fue un piloto de aviación, militar y centenario boliviano, considerado por el gobierno del presidente Evo Morales Ayma y por la Fuerza Aérea Boliviana como uno de los últimos héroes militares bolivianos de la guerra del Chaco junto a los otros demás beneméritos.

## Biografía
Alberto Paz Soldán Pol, nació el 4 de septiembre de 1911 en la ciudad de Cochabamba, Bolivia. Comenzó sus estudios primarios en su ciudad natal en 1916 y los secundarios en 1924, saliendo bachiller el año 1927 durante el gobierno del presidente Hernando Siles Reyes.
En 1928, a los 17 años de edad, continuó con sus estudios superiores ingresando al Colegio Militar del Ejército de la ciudad de La Paz, egresando de la misma institución como subteniente de artillería en enero de 1932. 
En 1932, cuando tenía 21 años de edad y durante el gobierno del presidente Daniel Salamanca Urey, fue inmediatamente movilizado en el ejército boliviano al teatro de operaciones de la guerra del chaco, conjuntamente también con otros miles de militares y soldados bolivianos, donde combatió al ejército paraguayo en las batallas de: Bogado, Corrales, Platanillos, Fernández y Toledo.
En abril de 1933, se incorporó como observador aéreo en la Fuerza Aérea Boliviana, después de haber sido formado en el curso de pilotaje y en el mismo teatro de operaciones de la guerra se graduó como "Piloto Aviador" siendo uno de sus instructores de vuelo el mayor y héroe boliviano Rafael Pabón.
Ya como teniente aviador, Soldán actuó en diferentes batallas de la guerra del chaco, combatiendo en: Campo Vía, Gondra, Ballivián, Cañada Strongest, Picuiba, Irindague, Ibibobo, Capirenda, Huirapitindi, Parapeti, Villamontes, Camanditi, Carandaiti - Mosa, La Penca - Boyuibe y Cambeiti. Sostuvo también combates aéreos con su avión en los lugares de La Rosa y Picuiba, aterrizando en la pista milagrosamente alguna vez con 16 impactos de bala en su aeroplano.

## Posguerra
Pasada la Guerra del Chaco, en los años 40, fue becado al exterior para su especialización, graduándose como piloto de Alta Acrobacia en Gorizia, Italia. Obtuvo los títulos de oficial de estado mayor aéreo en la Escuela Superior de Guerra Aérea en Roma, Italia conociendo y obteniendo dicho título de manos de Benito Mussolini según él. Fue también oficial de estado mayor aéreo de la universidad aérea Montgomery de Estados Unidos.
Regresó a Bolivia en donde egresó y comando la Escuela de Altos Estudios Nacionales. En 1950, se desempeñó como jefe de Estado Mayor de la Fuerza Aérea Boliviana. Durante su carrera militar, Alberto Paz Soldán ascendió a los diferentes grados de acuerdo a la Ley Orgánica de las Fuerzas Armadas (LOFA).
Culminó su carrera militar como General de División Aérea en enero de 1967. Después de haber estado en servicio activo durante 35 años (1932 - 1967), pasa al servicio pasivo (jubilación) según la LOFA llevándose así las más altas condecoraciones por méritos de guerra, además de ser uno de los pocos militares bolivianos combatientes de la Guerra del Chaco y que aún quedaron en servicio activo en las fuerzas armadas hasta ese año de 1967.

## Últimos años
En 1990, a los 79 años de edad, Soldán escribió el libro "Conducción de la Fuerza Aérea Boliviana en la guerra del Chaco", donde relata las diferentes batallas de la guerra donde participó la fuerza aérea y su persona en dicho conflicto, además de explicaciones sobre el material bélico y aéreo que poseía la institución aérea para ese tiempo.
El 4 de septiembre de 2011, cuando cumplía los 100 años de edad, fue condecorado por el comandante y el estado mayor de la Fuerza Aérea Boliviana como máximo héroe de Bolivia.
El 4 de septiembre de 2012, a sus 101 años edad, fue condecorado también por el presidente de Bolivia Evo Morales Ayma como el último héroe militar boliviano, además de ser para ese año el último militar que aun quedaba con vida y que había participado en la guerra del Chaco con el grado de subteniente.

## Fallecimiento
Alberto Paz Soldán Pol falleció de muerte natural en su casa ubicada en el barrio de Irpavi de la ciudad de La Paz el 19 de abril de 2014, cuando tenía 102 años de edad, falleciendo como el último militar boliviano de la Guerra del Chaco. Asistió personalmente a su velatorio el presidente Evo Morales expresando sus condolencias a la familia. Los restos de Paz Soldán hoy descansan en el cementerio jardín de la ciudad de La Paz.